# Saint-Régis-du-Coin
Saint-Régis-du-Coin är en kommun i departementet Loire i regionen Auvergne-Rhône-Alpes i centrala Frankrike. Kommunen ligger i kantonen Saint-Genest-Malifaux som tillhör arrondissementet Saint-Étienne. År 2022 hade Saint-Régis-du-Coin 416 invånare.

## Befolkningsutveckling
Antalet invånare i kommunen Saint-Régis-du-Coin
| Referens: INSEE |